# Вояк (мем)

Оригинальный образ Вояка.

Во́як (от пол. Wojak — «воин») — популярный интернет-мем. Используется в контексте грустных ситуаций по типу «я знаю это чувство» (англ. I know that feel).
Рисунок, изображающий грустное лицо неопределённого мужчины, используется для общего выражения эмоций, таких как грусть, сожаление и одиночество. Часто сочетается с лягушонком Пепе.

## История
Изначально слово «Wojak» было никнеймом польского пользователя англоязычной интернациональной секции имиджборда Krautchan. Он начал постить изображения, которые впоследствии унаследовали его имя, чаще всего дополняя их заметкой «Это чувство, когда …». Мем быстро начал распространяться по другим имиджбордам, включая 4chan, где в 2011 году получили популярность изображения двух Вояков в объятиях с подписью I know that feel bro (с англ. — «Я знаю это чувство, брат»). Образ Вояка также связывают с такими фразами, как это чувство, или это чувство, когда. Дальнейшие варианты мемов часто сочетают его с лягушонком Пепе.
В 2016 году появляется деформированная вариация Вояка, которая использовалась как насмешка над интеллектуальными способностями оппонента. После обвала курса криптовалют 2018 года отредактированные версии Вояков, которые отражали гнев, были использованы трейдерами в секции /biz/ 4chan для выражения собственного негодования по поводу потери денег.

## Варианты использования

### Brainlet
В 2016 году публикация изменённых лиц Wojak высмеиваемого или деформированного характера (называемых «мозговыми оболочками» Wojaks или Slowjaks) возникла как способ критики интеллекта плаката как формы аргумента ad hominem. В качестве распространённой разновидности изображений, полученных из шаблона Wojak, используются изображения головы с непропорционально большими морщинистыми мозгами как представление более высокого интеллекта.

### NPC
В октябре 2018 года популярность приобрёл Wojak с заострённым носом и пустым бесстрастным выражением лица как визуальное представление людей, которые предположительно не могут думать самостоятельно или принимать собственные решения, что нередко ассоциируются с неигровыми персонажами.
Мем привлёк внимание СМИ, в частности, в Kotaku и The New York Times в качестве насмешки над стадным менталитетом американских левых. Около 1500 аккаунтов в Твиттере, которые выдавали себя за либеральных активистов с мемом NPC в качестве аватара, были заблокированы за распространение дезинформации о выборах в США в 2018 году. 13 января 2019 года консервативный арт-коллектив, известный как «The Faction», захватил рекламный щит для Real Time с Биллом Махером, заменив его изображение изображением NPC Wojakref.

### Coomer
В ноябре 2019 года приобрёл популярность мем Wojak Coomer благодаря интернет-челленджу «No Nut November». Данный мем изображал отредактированное изображение Вояка с растрёпанными волосами и неопрятной бородой как человека, зависимого от порнографии. Часто использовался в интернет-тренде как призыв на воздержание от мастурбации, в случае чего использовать её, если человек не смог воздержаться.

### Doomer
В сентябре 2018 года на доске 4chan /r9k/ появился мем Думер. В нём изображён Wojak в чёрной шапке и чёрной куртке, курящий сигарету. Данный архетип олицетворяет нигилизм и депрессивное состояние молодых людей, как правило, представителей поколения Y. Приобрёл популярность в России и странах СНГ, породив отдельную субкультуру, ассоциирующуюся с депрессией и музыкой в жанре постпанк.

### Doomer Girl
Представляет собой женскую версию Думера. Этот формат описывается The Atlantic как «быстро нарисованная мультяшная женщина с чёрными волосами, чёрной одеждой и грустными глазами, обведёнными красным макияжем».

### Twinkjak
Twinkjak (также известный как «мальчик-думер») отмечен грязными чёрными волосами, чёрной толстовкой с капюшоном, мальчишескими чертами лица и грустным выражением лица. Появился 30 января 2020 года. Часто взаимодействует с похожими персонажами-«думерами» в макросах изображений.

### Soyjak
Представляет собой вариант Вояка, изображающего стереотип «немужественного мужчины». Название связано с теорией заговора о том, что употребление сои в составе пищевых продуктов приводит к феминизации мужчин (смотри также Soy boy).

### Tradwife
Традвайф Вояк изображает блондинку в синем платье с рисунком в виде ромашек. Этот Вояк в частности олицетворяет традиционные гендерные роли и консервативные ценности, часто изображается как женщина, одетая в винтажную или скромную одежду, подчеркивая ведение домашнего хозяйства, традиционные семейные ценности и отказ от современных феминистских идеалов.